# 서울체육고등학교 축구부
서울체육고등학교 축구부는 서울특별시에 위치한 서울체육고등학교의 축구부이다. 서울체육고등학교가 운영했었던 축구부로 1976년에 창단 됐었다.

## 참고 문헌
- “KFA 통합경기정보 시스템”. 대한축구협회.

## 같이 보기
- 서울체육고등학교